# Roberto Fraga
Roberto Fraga né le 11 décembre 1960 un auteur de jeux de société franco-espagnol.
Le jeu qui l'a fait connaître, les Dragons du Mékong, a remporté le Gobelet d'Or du Concours de créateurs de jeux de Boulogne-Billancourt en 2000. Après avoir été publié par Jeux Descartes, il a été nommé au Spiel des Jahres en 2001. Son jeu Gare à la toile (Zoch / Gigamic 2015) a remporté la nomination pour le ToyAward du Salon du jouet de Nuremberg 2015, et a gagné le titre Kinderspiel des Jahres 2015.
Roberto Fraga est un auteur prolifique, seul ou en association. Il forme avec Odet l'Homer et Matthieu d'Epenoux la French connection, à l'origine de plusieurs jeux d'ambiance.
Malouin, Fraga est un des organisateurs des Rencontres du Corsaire ludique créées en 2002.

## Ludographie

### Seul auteur
- Mister Pinzo, 1996, non édité, Concours de créateurs de jeux de Besançon  Boucle d'Or 1996
- Les Dragons du Mékong, 2000, Jeux Descartes
- Tops, 2002, Ravensburger
- Squad seven, 2002, TF1 Games / Fox Mind Games, As d'or Jeu de l'année  2004
- Mexican Hat, 2003, Sentosphère
- Thalassa, 2003, Bioviva
- La Danse des œufs, 2003, Haba
- Hoppla Lama, 2003, Goldsieber, Concours de créateurs de jeux de Boulogne-Billancourt Primé 2003
- Mare Polare, 2004, Selecta
- Mission espace, 2004, Bioviva
- Mission jungle, 2004, Bioviva
- Mission Antarctique, 2004, Bioviva
- Rapid Croco, 2004, Cocktailgames
- In extremis, 2004, Cocktailgames
- Le Roi Zongo, 2004, Haba
- Extreme Limit, 2004, Jeux sur un plateau (encart à découper)
- Trompéléphant, 2005, Haba
- Robinetto, 2006, Djeco
- Yoko-Yoko, 2006, Djeco
- Xtreme Limits, 2006, Goldsieber
- Cosmic attack, 2006, Cocktailgames
- Gogogo, 2006, Drei Magier Spiele
- Quien tiene mi Corona ?, 2006, Educa
- Detektyv Kroko, 2006, Trefl
- Top Model, 2006, Trefl
- Aussitôt dit, Aussitôt fait, 2006, Haba, Deutscher Lernspielpreis (2007)
- Le Trésor des Mayas, 2006, Haba, Prix du public du jeu de Saint-Herblain  2008
- Crazy Rings, 2007, Djeco
- Kellbazar, 2007, Djeco
- Kellbazar Junior, 2007, Djeco
- Time No Time, 2010, Goliath
- Time No Time Junior, 2011, Goliath
- Lagoona, 2011, Beleduc
- Mammut Mambo, 2011, Ravensburger
- Yackety Smack!, 2012, ThinkFun
- Shrimp, 2012, Asmodée, Blue Orange
- Kuck Ruck Zuck!, 2012, Haba
- Katzofant, 2012, Haba
- Joomba!, 2012, Asterion Press, Hobby World, IELLO, Smart Ltd
- Ka-boom, 2013, Asterion Press, Blue Orange, Broadway Toys LTD, HUCH! & friends, IELLO
- Polar Rush!, 2014, Kanga Games, Pegasus ToyKraft Pvt. Ltd.
- Voilà!, 2015, Brain Games
- Gare à la toile, 2015, Gigamic[3], Kinderspiel des Jahres 2015
- Pingo Pingo, 2015, Iello
- Me Want Cookies, 2015, Iello
- Dr. Eureka, 2015, Blue Orange
- Doctor Panic, 2016, Repos Production
- Princess Jing, 2017, Matagot
- Go Go Gelato, 2017, Blue Orange

### AvecOdet l'HomeretMatthieu d'Epenoux
- Contrario, 2001, Cocktailgames
- Mixo, 2004, Cocktailgames
- Contrario 2, 2006, Cocktailgames

### AvecOdet l'HomeretAxel de la Taille
- Salut les filles !, 2006, Cocktailgames

### AvecOdet l'Homer
- Moaï, 1999, ????
- Sauvons la Princesse, 2002, Haba

### AvecLucien Geelhoed
- Time is Money, 2003, Ravensburger

### AvecClaude Vaselli
- Elementals, 2005, Adlung

### Avec Delphine Lemonnier
- Dr. Microbe, 2017, Blue Orange, Pegasus Spiele, White Goblin Games
- Dr. Beaker, 2017, Blue Orange

### Avec Yohan Lemonnier
- Captain Sonar, 2016, Matagot, Pegasus Spiele, Pendragon Game Studio